# 拉巴蒂 (朗德省)
拉巴蒂（法語：Labatut，法語發音：[labaty]）是法国朗德省的一个市镇，属于达克斯区。

## 地理
拉巴蒂（43°33'1"N, 0°59'7"W）面积20.95 平方千米，位于法国新阿基坦大区朗德省，该省份为法国西南部沿海省份，是法國本土面积第二大的省，北起吉倫特省，西临大西洋，南至大西洋比利牛斯省，东临热尔省，东北与洛特-加龍省接壤。
与拉巴蒂接壤的市镇（或旧市镇、城区）包括：科内耶、阿巴斯、米松、普永、圣克里克迪加沃、索尔德拉拜、拉翁唐。
拉巴蒂的时区为UTC+01:00、UTC+02:00（夏令时）。

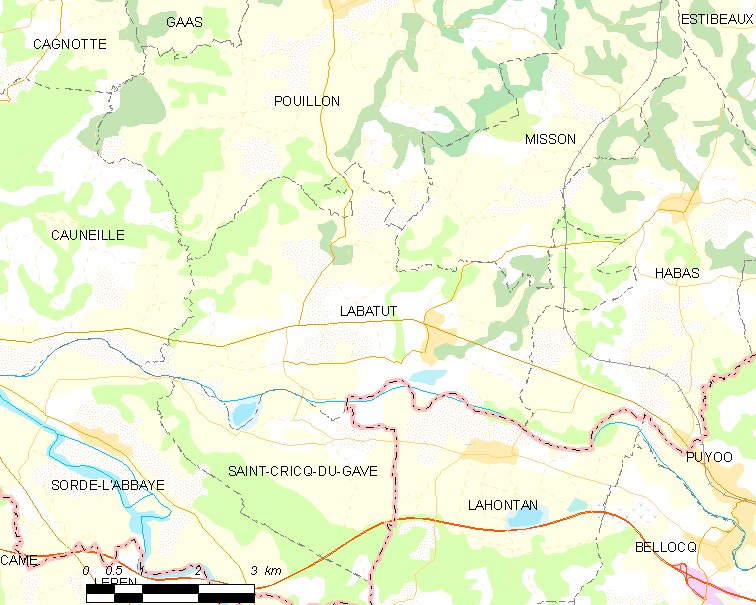
拉巴蒂的OSM定位图

## 行政
拉巴蒂的邮政编码为40300，INSEE市镇编码为40132。

## 政治
拉巴蒂所属的省级选区为奥尔特-阿里冈县。

## 人口

1962-2008年间拉巴蒂人口变化图示

拉巴蒂于2022年1月1日时的人口数量为1396人。